# British Comedy Awards 1999

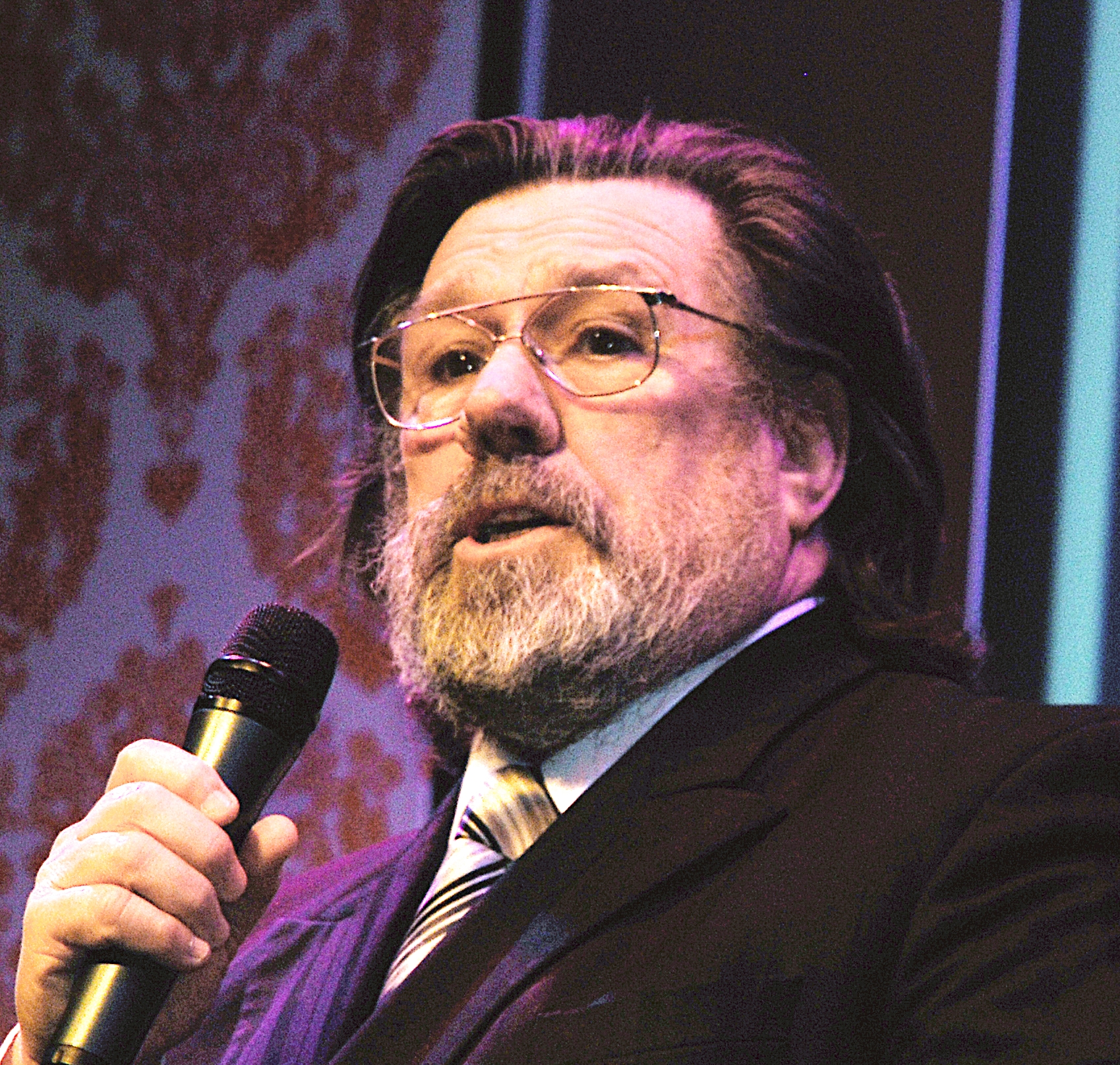
Ricky Tomlinson, najlepszy telewizyjny aktor komediowy

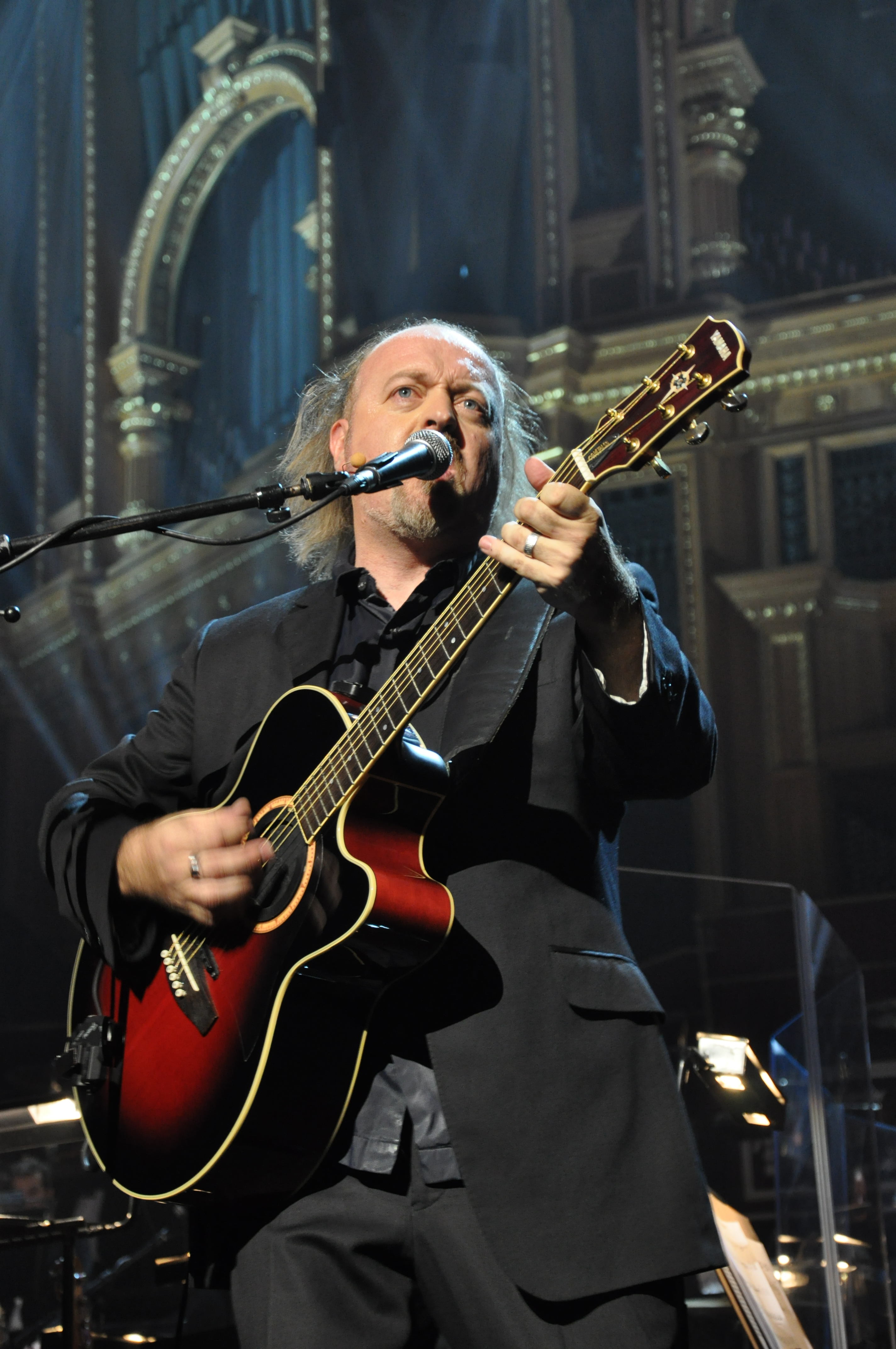
Bill Bailey, najlepszy stand-up

British Comedy Awards 1999 – dziesiąta edycja nagród British Comedy Awards. Ceremonia rozdania odbyła się w grudniu 1999 i poprowadził ją tradycyjnie Jonathan Ross. W obu najważniejszych kategoriach aktorskich zwyciężyły gwiazdy serialu The Royle Family: Ricky Tomlinson i jego serialowa córka Caroline Aherne. Nagrodę dla najlepszego brytyjskiego scenarzysty komediowego już po raz drugi w swej karierze odebrał Richard Curtis. 

## Laureaci
- Najlepszy telewizyjny aktor komediowy: Ricky Tomlinson
- Najlepsza telewizyjna aktorka komediowa: Caroline Aherne
- Najlepsza osobowość w komedii i rozrywce: Paul Merton
- Najlepszy komediowy program rozrywkowy: Comic Relief 1999
- Najlepszy męski debiut komediowy: Sacha Baron Cohen
- Najlepszy kobiecy debiut komediowy: Jessica Stevenson
- Najlepsza nowa komedia telewizyjna: Dinnerladies
- Najlepszy komediodramat telewizyjny: Cold Feet
- Najlepszy sitcom: The Royle Family
- Najlepszy segmentowy program komediowy: Big Train
- Najlepszy teleturniej komediowy: Have I Got News For You
- Najlepszy komediowy talk show: So Graham Norton
- Najlepszy zagraniczny program komediowy: The Larry Sanders Show
- Najlepsza komedia filmowa: Notting Hill
- Najlepszy stand-up: Bill Bailey
- Najlepsza komedia radiowa: The Sunday Format
- Nagroda za całokształt twórczości:
  - Barry Humphries
  - The Two Ronnies, czyli Ronnie Barker i Ronnie Corbett
- Nagroda Brytyjskiej Gildii Scenarzystów dla najlepszego scenarzysty komediowego: Richard Curtis